# Eriba-Adad I
Eriba-Adad I va ser un rei d'Assíria que va governar a la primera meitat del segle xiv aC, potser del 1390 aC/1380 aC al 1370 aC/1360 aC, durant uns 25 anys, segons la Llista dels reis d'Assíria. Era fill d'Aixurbelnixeixu i va succeir al seu nebot Aixurnadinahhe II en circumstàncies desconegudes però aparentment sense cap trencament, potser com a hereu legítim.
Hauria estat el darrer rei vassall de Mitanni, ja que aquest regne es va fraccionar cap a l'any 1360 aC. Probablement va començar el seu regnat com a vassall de Mitanni. Però l'Imperi de Mitanni va viure un conflicte dinàstic entre Tushratta i el seu germà Artatama II, i després amb el fill d'aquest Shuttarna III, que s'anomenava rei dels Khurri, mentre buscava el suport dels assiris. Un grup pro-assiri va sorgir a la cort reial de Mitanni, cosa que va permetre a Assíria trencar finalment la influència dels hurrites sobre el seu país i exercir el domini sobre Mitanni. El seu fill i successor Aixurubal·lit I va aprofitar la situació i va destruir l'Imperi de Mitanni.